# Бегун широкий
Бегун широкий (лат. Harpalus latus) — вид жуков-жужелиц из подсемейства харпалин. Распространён в Европе, на Кавказе, в России, Грузии, Турции, а также в Центральной Азии, Казахстане, Монголии и на острове Хоккайдо в Японии, где встречается на высотах от 500 до 2100 метров над уровнем моря.

## Описание имаго
Длина тела имаго 8—10,5 мм. Надкрылья надкрылий чёрные. На переднеспинке имеется очень узкая красноватая боковая кайма, которая часто бывает почти незаметной.

## Описание личинок
Личики данного вида отличаются от других видов своего рода, в особенности от ближайшего Harpalus rufipes, следующими признаками:
- ширина головы в полтора раза превышает её длину; широчайшая точка находится за глазками;
- шейные вдавления длинные и вытянутые вперёд;
- кили выступают назад обособленно над обоими глазками;
- на втором членике каждого усикового жгутика имеется по две щетинки, на первом щетинок нет;
- жвалы (мандибулы) столь же вытянуты наружу как и у Harpalus rufipes, но только имея лишь два зубчика на вершине внутрь загнутого ретинакулума;
- церки почти вдвое длиннее, чем анальные трубочки.

У личинок, только что проклюнувшихся из яиц, имеется четыре больших клыка.

## Экология
Населяют леса, лесостепи, луга, лесные поляны, городские парки. Предпочитают песчаные почвы. Взрослые жуки данного вида, как и Pterostichus и некоторые стафилиниды, способны обнаружить куколок молей во фруктах, например яблок, и вытащить их оттуда. Личинки активны повсеместно в своём ареале круглый год, но основная их масса встречается зимой.